# Tata Steel
Tata Steel Limited, trước đây là Tata Iron and Steel Company Limited (TISCO), là một công ty sản thép đa quốc gia của Ấn Độ có trụ sở ở Mumbai, Maharashtra, India, và là một công ty con của Tata Group.
Đây là một trong những công ty sản xuất thép hàng đầu thế giới với sản lượng cung cấp thép thô hằng năm đạt 27.5 triệu tấn và là công ty thép lớn thứ 2 ở Ấn Độ (tính theo sản lượng nội địa) với công xuất năm đạt 13 triệu tấn, đứng sau SAIL.
Tata steel hoạt động ở 26 quốc gia với hoạt động chủ chốt ở Ấn Độ, Hà Lan và vương quốc Anh, số nhân viên khoảng 80.500 người. Nhà máy lớn nhất (công suất 10 triệu tấn trên năm) nằm ở Jamshedpur, Jharkhand.
Tata steel xếp thứ 486 trong số 500 công ty lớn nhất thế giới theo đánh giá của Fortune Global  năm 2014.

## Lịch sử
Tata Iron and Steel được thành lập ngày 26 tháng 8 năm 1907 và bắt đầu sản xuất thép từ 1912 với tư cách một chi nhánh của Tata Group. Đến năm 1939, nó vận hành nhà máy thép lớn nhất đế quốc Anh. Công ty thực hiện chương trình hiện đại hóa và mở rộng vào năm 1951. Đến năm 1958, dự án được nâng lên 2 triệu tấn trên năm. Đến năm 1970, công ty có khoảng 40.000 nhân viên ở Jamshedpur, và thêm 20.000 người khác ở khai trường than gần đó. Năm 1971 và 1979, có kế hoạch quốc hữu hóa công ty nhưng không thành công. Đến năm 1990, công ty bắt đầu mở rộng, thành lập công ty con Tata Inc. tại New York. Công ty đổi tên từ TISCO sang Tata steel ltd. vào 2005.
Vào 12 tháng 2 năm 2015, Tata steel thông báo mua 3 trung tâm dịch vụ sản phẩm dạng tấm tại Thụy Điển, Phần Lan và Na Uy từ SSAB để tăng cường khả năng cung ứng ở khu vực này. Tuy nhiên công ty không tiết lộ giá trị của thương vụ.
Tháng 9 năm 2017, ThyssenKrupp của Đức và Tata steel thông báo kế hoạch kết hợp công việc sản xuất thép ở châu Âu của 2 bên. Thỏa thuận này sẽ dẫn đến một hãng hợp tác mang tên Thyssenkrupp Tata Steel. Thông báo ước tính công ty này sẽ là hãng sản xuất thép lớn thứ 2 ở châu Âu và có trụ sở ở Amsterdam.